# Tour de l'Avenir 1971
Le Tour de l'Avenir 1971 est une compétition cycliste sur route ouverte aux coureurs de moins de 23 ans, qui s'est déroulée du 16 septembre 2011 au 26 septembre 2011. La course comporte 11 étapes (dont deux demi-étapes) entre Albi et Saint-Étienne.

## Récit
Régis Ovion s'empare du maillot jaune au terme de l'étape de montagne Digne-Briançon passant par le col de Vars et le col de l'Izoard.

## Étapes
| Étape            | Date     | Ville Départ | Ville Arrivée | km       | Vainqueur           | Maillot Jaune |
| ---------------- | -------- | ------------ | ------------- | -------- | ------------------- | ------------- |
| Prologue         | 16 sept. | Albi         | Albi          | 7.6      | Josef Fuchs         |               |
| Étape 1          | 17 sept. | Albi         | Albi          | 132,5    | Bruno Hubschmid     |               |
| Étape 2          | 18 sept. | Albi         | Mende         | 209      | Fedor den Hertog    |               |
| Étape 3          | 19 sept. | Mende        | Lodève        | 178,5    | Jiří Háva           |               |
| Étape 4          | 20 sept. | Lodève       | Orange        | 185,5    | Miloš Hrazdíra      |               |
| Étape 5          | 21 sept. | Orange       | Digne         | 175      | Jo Van Pol          |               |
| Étape 6          | 22 sept. | Digne        | Briançon      | 190,5    | Régis Ovion         |               |
| Étape 7          | 23 sept. | Briançon     | Montmélian    | 145      | Wolfgang Steinmayr  |               |
| Étape 8          | 24 sept. | Montmélian   | Annemasse     | 117,4    | Jean-Pierre Guitard |               |
| Étape 9          | 25 sept. | Pont d'Ain   | Roanne        | 144      | Jaime Huélamo       |               |
| Étape 10 sect. a | 26 sept. | Roanne       | Roanne        | 40 (clm) | Régis Ovion         |               |
| Étape 10 sect. b | 26 sept  | Roanne       | Saint-Étienne | 129,5    | Ivan Schmid         |               |

## Classement final
|    | Cycliste         |    | Temps            |
| -- | ---------------- | -- | ---------------- |
| 1. | Régis Ovion      | en | 46 h 17 min 00 s |
| 2. | Fedor den Hertog | +  | 13 min 25 s      |
| 3. | Jiří Háva        |    | 17 min 35 s      |